# Maurits Aronson
Maurits Aronson (Amsterdam, 4 december 1903 – aldaar, 9 september 1989) was een Nederlands reclamemaker. Hij ontwierp in de jaren twintig affiches en hield zich bezig met reclametekenfilms. In 1932 was hij een van de oprichters van reclamebureau Arc’s. In 1946 richtte Aronson Prad op, dat uitgroeide tot het grootste reclamebureau van Nederland.

## Jeugd en opleiding
Maurits Aronson werd geboren in 1903 als zoon van Lion Aronson en Esther Fresco. Hij deed een opleiding als diamantslijper en volgde later aan een avondschool een tekenopleiding.

## Loopbaan
Op 18-jarige leeftijd begon Aronson als volontair bij de Amsterdamse modezaak Hirsch. Omdat hij goed kon tekenen, ging hij de reclame in. In 1923 trad hij in dienst bij Nederlandsch Reclamebureau v/h Julius Dickhout. Al vroeg  ontwierp hij ook affiches, onder meer voor het dagblad De Tijd. 'Als er een aangenomen werd kreeg ik 25 gulden premie. Dat was een hoop geld. In 1926', zei hij later in een interview. In 1926 ging hij naar Remaco, een dochteronderneming van DelaMar, op dat moment het grootste reclamebureau van Nederland. Van 1926 tot 1928 maakte hij als eerste in Nederland tekenfilms voor reclamedoeleinden. Daarna stapte hij over naar het moederbedrijf DelaMar, waar hij studiochef werd. In het door DelaMar uitgegeven reclamevakblad Meer Baet schreef hij diverse artikelen over film en reclame. 
In 1931 begon hij, samen met tekstschrijver Damas Hoogendijk, een eigen bureau. Al snel voegde Carel Palm zich bij hen. Ondanks de economische crisis was het bureau uiterst succesvol. Tot de klanten van Arc’s hoorden Philips en het Voorlichtingsbureau voor Thee, waarvoor Arc’s een omvangrijke campagne maakte. Aan de vooravond van de Tweede Wereldoorlog was Arc’s een van de grootste bureaus van Nederland. 
Tijdens de Tweede Wereldoorlog dook Aronson, vanwege zijn joodse achtergrond, samen met zijn vrouw Adriana Maria Stigter onder in Ouderkerk aan de Amstel. Hij verloor vrijwel zijn gehele familie; zowel zijn vader als diens tien broers en zussen kwamen om en ook Aronson’s enige broer overleefde de oorlog niet. Aronson raakte gebrouilleerd met zijn compagnons. Palm sloot zich bij de NSB aan, begon in de oorlog een eigen bureau en werkte voor diverse Duitsgezinde opdrachtgevers. Hoogendijk ging als freelance tekstschrijver verder.
Na de oorlog moest Aronson opnieuw beginnen. Hij startte een eigen bureau dat hij Prad noemde. Onder zijn eerste opdrachtgevers waren de Rijksvoorlichtingsdienst, Philips en Albert Heijn. In de jaren vijftig en zestig maakte Prad diverse legendarische campagnes en acties, waarvoor Aronson in veel gevallen de ideeën leverde. Zo bedacht hij voor het Nederlands Zuivelbureau onder meer de M-brigade. Voor Albert Heijn kwam hij met de Premie van de Maand Club, waar klanten konden sparen voor onder meer een koelkast. Ook bedacht hij voor Albert Heijn de naam AllerHande. Voor het sigarettenmerk Caballero van de Haagse tabaksfabrikant Laurens kwam Aronson met het idee om de sigaretten, die goedkoper waren dan de meeste andere merken, per 25 in plaats van 20 stuks per pakje te verkopen. Dat droeg er in belangrijke mate toe bij dat Caballero in de jaren zestig het grootste sigarettenmerk van Nederland werd. 
Dat Aronson als bureaudirecteur ook in creatief opzicht een belangrijke rol speelde, was in de Nederlandse reclame in deze jaren uitzonderlijk. Daarbij wist hij zich te omringen met tal van getalenteerde, creatieve lieden, onder wie Paul Mertz, Dimitri Frenkel Frank, diens broer Gregor Frenkel Frank en Aronson’s neef Gerard Stigter (K. Schippers). Evenals tal van andere oprichters van Nederlandse reclamebureaus besloot ook Aronson zijn bureau aan een buitenlandse keten te verkopen. In 1970 kwam Prad in handen van de Engelse maatschappij Lopex.

## Invloed en betekenis
Hoewel Aronson zelden in de openbaarheid trad, is hij binnen de Nederlandse reclame invloedrijk geweest. Met zijn bureau zette hij een norm neer voor esthetisch verantwoorde reclame en liet veel ruimte aan creativiteit. Zo werden voor de melkcampagnes van het Nederlands Zuivelbureau en de Bijenkorf in de jaren vijftig en zestig creatief onderscheidende campagnes gemaakt. Aronson kan beschouwd worden als een van de wegbereiders van de creatieve revolutie die, vanuit de Verenigde Staten, in de jaren zestig en zeventig ook in de Nederlandse reclame zou doorwerken. Binnen zijn bureau liet Aronson ook ruimte voor experimenten. Het eerste creatieve team in Nederland, Martin Veltman en Nico Hey, dat begin jaren zestig samen met Giep Franzen het bureau Franzen, Hey & Veltman begon, werkte bij Prad voor het eerst samen.
In 1985 kreeg Aronson de Willem-Grollenbergprijs voor zijn verdiensten voor de Nederlandse reclame. Van de stad Amsterdam ontving hij de zilveren erepenning.